# Botlich
Botlich (in russo Ботлих?; in lingua avara: Болъихъ) è un villaggio della Russia situato nel Daghestan. Appartiene al rajon Botlichskij di cui è il centro amministrativo.
Il villaggio si trova nella stretta valle del fiume Andijskoe Kojsu (ramo sorgentifero del Sulak),  160 km a sud-ovest della città di Machačkala.